# Proetida
Los proétidos (Proetida) son un orden de trilobites que aparece en el registro en el Tremadociense (inicio del Ordovícico) y desaparece en el Changhsingiense (final del Pérmico), siendo los últimos trilobites que habitaron la Tierra. El orden engloba un único suborden, Proetina, que a su vez engloba a tres superfamilias: Proetoidea, Aulacopleuroidea y Bathyuroidea.

## Descripción
Estos trilobites, típicamente pequeños, se parecen a los del orden Ptychopariida, en el que antes estaban incluidos, pero del que Fortey y Owens separaron en 1975 el nuevo orden Proetida. Al igual que el orden Phacopida, los proétidos tienen exoesqueletos que a veces presentan fosas o pequeños tubérculos, especialmente en la glabela (parte media de la cabeza). Debido a su parecido con los Ptychopariida en algunos rasgos, los proétidos se incluyen en la subclase Librostoma.
A diferencia de los trilobites del suborden Phacopina, cuyos ojos son esquizocroales, los proétidos tienen los ojos holocroales más comunes. Estos ojos se caracterizan por un estrecho empaquetamiento de lentes biconvexas bajo una única capa corneal que cubre todas las lentes. Cada lente es generalmente de contorno hexagonal y está en contacto directo con las demás. Su número oscila entre uno y más de 15.000 por ojo. Los ojos suelen ser grandes y, como las lentes individuales son difíciles de distinguir, tienen un aspecto liso y a veces en forma de perlas.
El tórax de los proétidos está formado por entre 8 y 22 segmentos, pero lo más habitual es que sean 10. Muchos también extienden las esquinas posteriores del escudo craneal en las llamadas espinas genales. Estas dos características pueden ayudar a distinguir a los proétidos de algunos trilobites del suborden Phacopina, con los que suelen ser muy similares.

## Clasificación

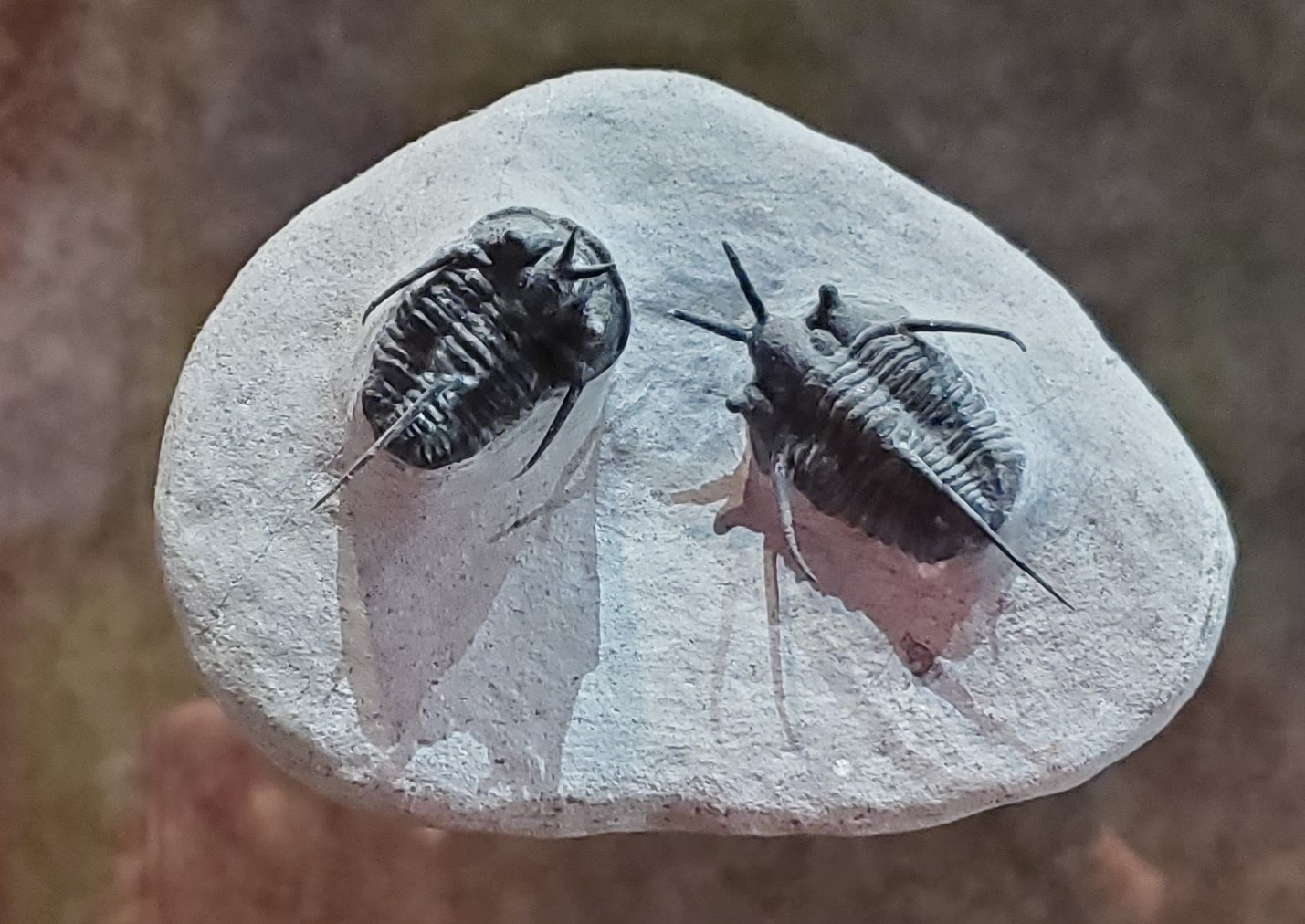
Cyphaspis sp. de Marruecos

Las opiniones sobre la composición y las afinidades dentro de los proétidos, y con otros trilobites, han sido muy divergentes a lo largo del tiempo. En 2011 se sugirió mantener en Proetida sólo las familias Proetidae y Tropidocoryphidae. El resto de las familias deberían combinarse en un nuevo orden propuesto, Aulacopleurida (Adrian, 2011), que consistiría en las familias Aulacopleuridae, Brachymetopidae, Dimeropygidae, Rorringtoniidae, Scharyiidae, Bathyuridae, Telephinidae, Holotrachelidae y Hystricuridae (antes consideradas Proetida), combinadas con las familias de Ptychopariidae Alokistocaridae, Crepicephalidae, Ehmaniellidae, Marjumiidae, Solenopleuridae y Tricrepicephalidae.
El razonamiento para esta propuesta de división se basa en las diferencias en los primeros estadios larvarios. Mientras que los restantes taxones de Proetida tienen larvas globulares muy diferentes de la forma adulta, los aulacopléuridos tienen larvas parecidas a las adultas con espinas pareadas. Otros observan que las larvas globulares no adultas también se dan en algunos taxones dentro del orden propuesto Aulacopleurida. Más recientemente, el análisis filogenético de los caracteres de las larvas y de los adultos sugiere que los proétidos, tal y como se entendían anteriormente, son probablemente monofiléticos. Dos caracteres larvarios son únicos para todos los Proetida; el primero es que el ojo se desarrolla en el lado del escudo de la cabeza, no en la parte delantera, y el segundo es una glabela que se estrecha hacia delante y que está distanciada del borde del escudo de la cabeza.
El análisis identifica los taxones Asaphida, Olenina y Phacopida (incluyendo los Holotrachelidae) como grupos hermanos. La rama más antigua de Proetida es la familia Hystricuridae. Le sigue una rama formada por las familias Dimeropygidae y Toernquistiidae. En el tercer nodo, la superfamilia Aulacopleuroidea (formada por Aulacopleuridae y Brachymetopidae) se separa. La cuarta rama es la familia Scharyiidae. La quinta rama está formada por las familias Roringtoniidae y Tropidocoryphidae. El sexto nodo combina un restringido Bathyuridae escindido de Bathyurella con la familia Proetidae (incluyendo Phillipsiidae, que, según Lamsdell, ha sido degradada a la subfamilia Phillipsiinae).

## Taxonomía
Se reconocen las siguientes superfamilias, familias y géneros:

### SuperfamiliaAulacopleuroidea
Familia Aulacopleuridae
- Aulacopleura
- Aulacopleuroides
- Beggaspis
- Chamaeleoaspis
- Coignops
- Cyphaspides
- Cyphaspis
- Dixiphopyge
- Harpidella
- Latecephalus
- Malimanaspis
- Maurotarion
- Namuropyge
- Otarion
- Otarionides
- Protocyphaspides
- Pseudotrinodus
- Songkania
- Tilsleyia

Familia Brachymetopidae
- Acutimetopus
- Asiagena
- Australosutra
- Brachymetopella
- Brachymetopus
- Cheiropyge
- Conimetopus
- Cordania
- Eometopus
- Loeipyge
- Mystrocephala
- Proetidea
- Radnoria
- Spinimetopus

Familia Rorringtoniidae
- Cyamella
- Hanjiangaspis
- Isbergia
- Madygenia
- Protarchaeogonus
- Rorringtonia
- Solariproetus

### SuperfamiliaBathyuroidea
Familia Bathyuridae
- Acidiphorus
- Aksuaspis
- Aponileus
- Bathyurellus
- Bathyurus
- Benthamaspis
- Bolbocephalus
- Catochia
- Ceratopeltis
- Eleutherocentrus
- Ermanella
- Gignopeltis
- Grinnelaspis
- Hadrohybus
- Jeffersonia
- Licnocephala
- Lutesvillia
- Madaraspis
- Peltabellia
- Petigurus
- Platyantyx
- ?Proscharyia
- Psephosthenaspis
- Pseudoolenoides
- Punka
- Rananasus
- Randaynia
- Raymondites
- Sinobathyurus
- Strigigenalis
- Uromystrum

Familia Dimeropygidae (incluyendo Celmidae)
- Celmus
- Dimeropyge
- Dimeropygiella
- Glaphurella
- Ischyrotoma
- Pseudohystricurus

Familia Holotrachelidae
- Holotrachelus
- Kinderlania

Familia Hystricuridae
- Amblycranium
- Etheridgaspis
- Flectihystricurus
- Genalaticurus
- Glabretina
- Guizhouhystricurus
- Hillyardina
- Hintzecurus
- ?Holubaspis
- Hyperbolochilus
- Hystricurus
- Ibexicurus
- Lavadamia
- Nyaya
- Omuliovia
- Pachycranium
- Paenebeltella
- Parahystricurus
- Paraplethopeltis
- Politicurus
- Psalikilopsis
- Psalikilus
- Rollia
- Rossicurus
- Tanybregma
- ?Taoyuania
- Tasmanaspis
- Tersella

Familia Raymondinidae (incluyendo Glaphuridae)
- Glaphurina
- Glaphurus
- Raymondina
- Tagazella
- Varanella

Familia Telephinidae
- Carolinites
- Fialoides
- Goniophrys
- Oopsites
- Opipeuterella
- Paraphorocephala
- Phorocephala
- ?Pyraustocranium
- Telephina
- Telephops

Familia Toernquistiidae
- Chomatopyge
- Mesotaphraspis
- Toernquistia
- ?Toernquistina

### SuperfamiliaProetoidea
Familia Phillipsiidae
- Acanthophillipsia
- Acropyge
- Ameropiltonia
- Ameura
- Ampulliglabella
- Anisopyge
- Archegonus
- Bedicella
- Breviphillipsia
- Carbonocoryphe
- Cummingella
- Delaria
- Ditomopyge
- Doublatia
- Griffithidella
- Griffithides
- Grossoproetus
- Hentigia
- Hesslerides
- Hildaphillipsia
- Iranaspidion
- Jimbokranion
- Kollarcephalus
- Microphillipsia
- Neoproetus
- Nipponaspis
- Novoameura
- Nunnaspis
- Paraphillipsia
- Persia
- Phillibole
- Phillipsia
- Piltonia
- Pseudophillipsia
- Simulopaladin
- Spinibole
- Thaiaspis
- Thigriffides
- Timoraspis
- Triproetus
- Vidria
- Weania

Familia Proetidae
- Aayemenaytcheia
- Aceroproetus
- Alaskalethe
- Altajaspis
- Anambon
- Anglibole
- Angustibole
- Anujaspis
- Appendicysta
- Aprathia
- Archaeocoryphe
- Ascetopeltis
- Astroproetus
- Australokaskia
- Bailielloides
- Bapingaspis
- Basidechenella
- Beleckella
- Belgibole
- Benesovella
- Bitumulina
- Blodgettia
- Bohemiproetus
- Bolivicrania
- Boliviproetus
- Bollandia
- Bonnaspidella
- Borealia
- Brevibole
- Burgesina
- Calybole
- Camsellia
- Carbonoproetus
- Carlopsia
- Carniphillipsia
- Ceratoproetus
- Chauffouraspis
- Chaunoproetoides
- Chaunoproetus
- Chiides
- Chiops
- Chlupacula
- Chuanqianoproetus
- Clavibole
- Comptonaspis
- Coniproetus
- Conophillipsia
- Constantina
- Coombewoodia
- Craspedops
- Crassibole
- Crassiproetus
- Cyphinioides
- Cyphoproetus
- Cyrtodechenella
- Cyrtoproetus
- Cyrtosymbole
- Cystispina
- Daihuaia
- Dayinaspis
- Dechenella
- Dechenelloides
- Dechenellurus
- Deinoproetus
- Deltadechenella
- Diabole
- Diacoryphe
- Drevermannia
- Dudu
- Dushania
- Effops
- Ejinoproetus
- Elegenodechenella
- Elimaproetus
- Elliptophillipsia
- Endops
- Engelomorrisia
- Ensecoryphe
- Eocyphinium
- Eocyrtosymbole
- Eodrevermannia
- Eomicrophillipsia
- Eopalpebralia
- Eosoproetus
- Eowinterbergia
- Erbenaspis
- Erbenites
- Evagena
- Exochops
- Flexidechenella
- Formonia
- Francenaspis
- Franconicabole
- Frithjofia
- Fuscinipyge
- Ganinella
- Gapeevella
- Geigibole
- Georhithronella
- Gerastos
- Gitarra
- Globusia
- Globusiella
- Globusoidea
- Gomiites
- Gracemerea
- Hassiabole
- Hedstroemia
- Helioproetus
- Helmutia
- Helokybe
- Humeia
- Humilogriffithides
- Hunanoproetus
- Hypaproetus
- Jinia
- Karginella
- Kaskia
- Kathwaia
- Kerpenella
- Khalfinella
- Kolymoproetus
- Kosovoproetus
- Krambedrysia
- Kulmiella
- Kulmogriffithides
- Lacunoporaspis
- Laevibole
- Langgonbole
- Latibole
- Latiglobusia
- Latiproetus
- Lauchellum
- Lichanocoryphe
- Linguaphillipsia
- Liobole
- Liobolina
- Longilobus
- Longiproetus
- Lophiokephalion
- Lugalella
- Luojiashania
- Macrobole
- Mahaiella
- Malayaproetus
- Malchi
- Mannopyge
- Megaproetus
- Menorcaspis
- Merebolina
- Metaphillipsia
- Mezzaluna
- Microspatulina
- Mirabole
- Monodechenella
- Moravocoryphe
- Moschoglossis
- Myoproetus
- Namuraspis
- Neogriffithides
- Neokaskia
- Nitidocare
- Nodiphillipsia
- Oehlertaspis
- Oidalaproetus
- Orbitoproetus
- Ormistonaspis
- Omlistonia
- Ormistoniella
- Osmolskia
- Otodechenella
- Paladin
- Palaeophillipsia
- Paleodechenella
- Palpebralia
- Panibole
- Parachaunoproetus
- Paradechenella
- Parafrithjofia
- Paraglobusia
- Paragriffithides
- Paramirabole
- Parangustibole
- Parapalpebralia
- Paraproetus
- Parawarburgella
- Particeps
- Parvidumus
- Paryfenus
- Pedinocoryphe
- Pedinodechenella
- Perexigupyge
- Perliproetus
- Phillibolina
- Philliboloides
- Phyllaspis
- Planilobus
- Planokaskia
- Plesiowensus
- Podoliproetus
- Pontipalpebralia
- Praedechenella
- Pragoproetus
- Prantlia
- Prodiacoryphe
- Proetocephalus
- Proetus
- Pseudobollandia
- Pseudocyrtosymbole
- Pseudodechenella
- Pseudodudu
- Pseudogerastos
- Pseudoproetus
- Pseudosilesiops
- Pseudospatulina
- Pseudowaribole
- Pudoproetus
- Pulcherproetus
- Pusillabole
- Raerinproetus
- Reediella
- Rhenocynproetus
- Rhenogriffides
- Richterella
- Rijckholtia
- Rosehillia
- Rugulites
- Schaderthalaspis
- Schizophillipsia
- Schizoproetina
- Schizoproetoides
- Schizoproetus
- Semiproetus
- Sevillia
- Silesiops
- Simaproetus
- Sinobole
- Sinocyrtoproetus
- Sinopaladin
- Sinoproetus
- Sinosymbole
- Skemmatocare
- Skemmatopyge
- Spatulata
- Spergenaspis
- Spinibolops
- Struveproetus
- Sulcubole
- Tawstockia
- Taynaella
- Tcherkesovia
- Tetinia
- Thaiaspella
- Thalabaria
- Thebanaspis
- Tropidocare
- Tschernyschewiella
- Typhloproetus
- Unguliproetus
- Vandergrachtia
- Vittaella
- Wagnerispina
- Waideggula
- Waigatchella
- Warburgella
- Waribole
- Weberiphillipsia
- Westropia
- Weyeraspis
- Winiskia
- Winterbergia
- Witryides
- Xenadoche
- Xenoboloides
- Xenocybe
- Xenodechenella
- Xiangzhongella
- Xiushuiproetus
- Yanshanaspis
- Yichangaspis
- Yishanaspis
- Yuanjia
- Zhegangula
- Zhejiangoproetus

Familia Tropidocoryphidae
- Alberticoryphe
- Astycoryphe
- Bojocoryphe
- Buchiproetus
- Centriproetus
- Cornuproetus
- Cyrtosymboloides
- Dalarnepeltis
- Dalejeproetus
- Decoroproetus
- Denemarkia
- Diademaproetus
- Dipharangus
- Eopiriproetus
- Erbenicoryphe
- Eremiproetus
- Galbertianus
- Gracilocoryphe
- Gruetia
- Guilinaspis
- Ignoproetus
- Interproetus
- Koneprusites
- Krohbole
- Lardeuxia
- Laticoryphe
- Lepidoproetus
- Linguaproetus
- Lodenicia
- Longicoryphe
- Macroblepharum
- Miriproetus
- Nagaproetus
- Paraeremiproetus
- Paralardeuxia
- Paralepidoproetus
- Parvigena
- Perakaspis
- Phaetonellus
- Phaseolops
- Piriproetoides
- Piriproetus
- Pribylia
- Prionopeltis
- Prodrevermannia
- Proetina
- Proetopeltis
- Pterocoryphe
- Pteroparia
- Quadratoproetus
- Rabuloproetus
- Ranunculoproetus
- Remacutanger
- Richteraspis
- Rokycanocoryphe
- Sculptoproetus
- Slimanella
- Spinoproetus
- Stenoblepharum
- Tafilaltaspis
- Tropicoryphe
- Tropidocoryphe
- Vicinoproetus
- Voigtaspis
- Wolayella
- Xiphogonium
- Zetaproetus